# Lady Chatterley

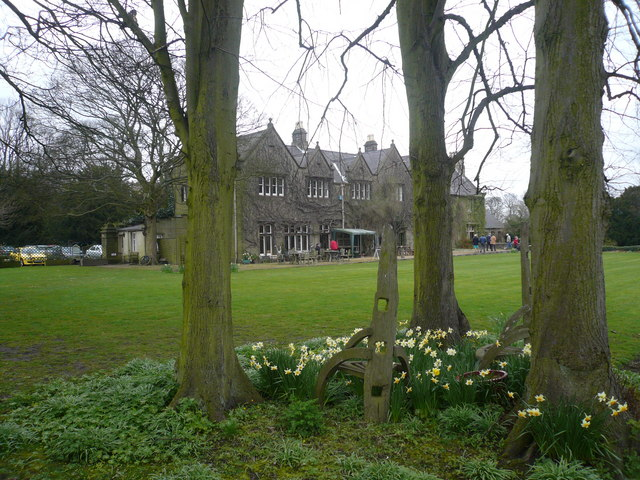
Das im 17. Jahrhundert erbaute „Teversal Manor“ in Teversal, Nottinghamshire, gilt als Vorbild für den im Roman dargestellten Landsitz „Wragby Hall“.

Lady Chatterley’s Lover (Lady Chatterleys Liebhaber, häufig einfach verkürzt zu Lady Chatterley) ist der Titel eines Romans von D. H. Lawrence aus dem Jahre 1928. Der Ehebruch- und Liebesroman gilt als eines der ersten seriösen Werke der Weltliteratur, in denen menschliche Sexualität detailliert und ausdrücklich dargestellt wird. Die dritte und letzte Romanfassung aus dem Jahr 1928 ist die bekannteste. Sie wurde insbesondere 1960 nach Klageerhebung in einem in den Medien vielbeachteten „Obszönitätsprozess“ in Großbritannien weithin bekannt. Damit wurde ein Publikationsverbot des angeblich aufrührerischen, skandalösen, vulgären und pornographischen Buches zu erreichen versucht.
Die Romanfigur Constance Chatterley verstieß gegen Moral und Gesellschaftsnormen ihrer Zeit – das Buch ist im Kern ihre Emanzipationsgeschichte. Der Taschenbuchverlag Penguin setzte sich 1960 provokant über neuere Gesetze gegen „obszöne Publikationen ohne literarische Qualität“ hinweg. Die sehr präzise formulierte Darstellung von geschlechtlicher Liebe, in Verbindung mit einem Plädoyer für die Natur – als im Buch genutzte Metapher für menschliche Sinn- und Natürlichkeit –, erregte genauso Anstoß wie dargestellte sexuelle Befreiung und scharfe Kritik an der britischen Gesellschaft. Der Prozess führte zu Aufhebungen von Zensurbestimmungen und wurde Teil der Geschichte der „Sexuellen Revolution“, die in den 1960er Jahren Großbritannien und schließlich ganz Europa erfasste.
Das Buch wurde mehrmals verfilmt.

## Handlung

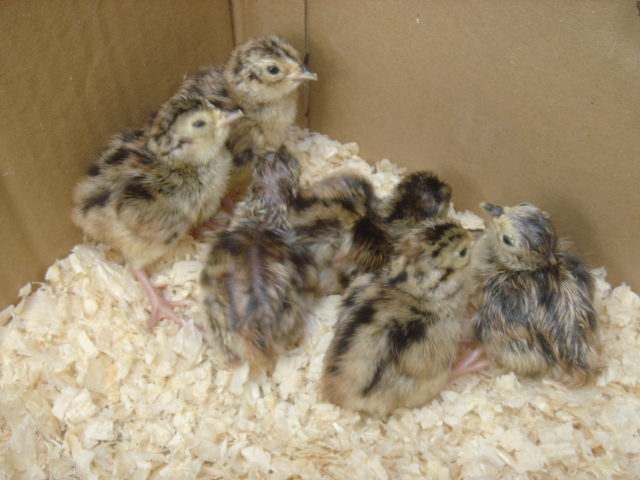
Fasanenküken: Mellors verliebt sich in Connie, als er sieht, wie sie von den Tieren zu Tränen gerührt ist. Der Roman ist ein Plädoyer für Empathie mit den Dingen der Natur.

Ort der Handlung ist Wragby Hall, ein fiktiver herrschaftlicher Landsitz im ärmlichen Kohlenabbaugebiet des englischen Nottinghamshire; die Zeit ist die Zwischenkriegszeit. Constance („Connie“) Reid und ihre Schwester Hilda stammen aus einer Familie der gehobenen Mittelschicht, sind bildungsorientiert und liberal erzogen worden und konnten bereits als Jugendliche erste sexuelle Erfahrungen sammeln. 1917 heiratet Connie Sir Clifford Chatterley, einen jungen Intellektuellen, der nach kurzen Flitterwochen als Offizier in den Ersten Weltkrieg geht.
Clifford wird verwundet und kehrt gelähmt und impotent nach Wragby Hall zurück, wo er ein neues Leben als Schriftsteller beginnt. Obwohl er seine Arbeit mit Connie ausschweifend diskutiert, beginnt diese, an der geistigen Enge von Wragby Hall zu leiden. Eine Affäre mit dem zu Besuch eingekehrten Schriftsteller Michaelis bringt keine Linderung, weckt aber ihren sexuellen Appetit und erfüllt sie mit zunehmendem Widerwillen gegen die wortlastige Welt ihres Mannes. Um weniger Zeit mit ihm verbringen zu müssen, engagiert Connie die Krankenschwester Mrs. Bolton, die mit Clifford bald zu einer symbiotischen Einheit verschmilzt.
Zur selben Zeit kehrt Cliffords Wildhüter, Oliver Mellors, nach Wragby Hall zurück. Mellors, ein Bergarbeitersohn, war im Krieg Offizier und in Indien stationiert. Da er mal die englische Hochsprache, mal den Derbyshire-Dialekt spricht, weiß Connie nicht, wie sie ihn sozial einordnen soll. Weil Standesunterschiede in ihrer Welt von größtem Gewicht sind und Connie ohne Kenntnis seines Status nicht einmal weiß, wie sie mit ihm reden kann, spielt diese Frage für sie eine erhebliche Rolle. Doch nicht nur Mellors ambivalente soziale Stellung, sondern auch sein selbstgenügsames Leben in einer Waldhütte, seine Unnahbarkeit und seine Verachtung für die Herrschaften faszinieren sie. Im Gegensatz zu dem reinen Kopfmenschen Clifford ist Mellors ein lebendiger Mann aus Fleisch und Blut, der – wie Connie beobachtet – arbeitet, Feuer macht, isst, trinkt und seinen Körper wäscht. Nach anfänglicher Reserviertheit und Sprödigkeit beider Seiten bricht die sexuelle Spannung sich schließlich Bahn, und Connie und Mellors beginnen ein leidenschaftliches Liebesverhältnis. Weite Teile des Romans sind dann Connies seelischer Entwicklung gewidmet. Diese weiß mit dem Liebhaber zunächst noch nicht viel anzufangen, verhält sich ungeschickt und sogar destruktiv. Erst allmählich lernt sie, sich hinzugeben und ganz im Augenblick zu leben.
Um sich vollends darüber klarzuwerden, was sie will, und um Clifford eine Urlaubsaffäre vortäuschen zu können, die ihre erwartete Schwangerschaft erklären würde, reist Connie mit ihrer Schwester für einige Wochen nach Venedig. In dieser Zeit erscheint bei Mellors dessen entfremdete Ehefrau Bertha und verlangt, wieder mit ihm zusammenzuleben. Als er dies ablehnt, streut sie Gerüchte über Mellors aus, die zu seiner Entlassung führen. Connie kehrt aus Italien zurück und konfrontiert Clifford mit der Nachricht, dass sie die Scheidung wünscht und von Mellors ein Kind erwartet. Clifford will aber um jeden Preis einen Erben, selbst wenn er nicht der Erzeuger ist, und lehnt ab.
Da Mellors nicht von Connies Vermögen leben will, arbeitet er auf einer Farm. Sein Plan ist es, auf diese Weise das Geld für eine eigene Farm zu verdienen, auf der er mit Connie leben kann. Um ihre beiden Scheidungen nicht zu gefährden, beschließen die Liebenden, sich einige Monate lang aus dem Wege zu gehen, und hoffen, danach bald heiraten zu können.

## Historischer Hintergrund
Ehescheidungen waren in den 1920er Jahren in Großbritannien zwar möglich und in der gehobenen Mittelschicht auch bezahlbar. Das in dieser Zeit geltende Recht (Matrimonial Causes Act 1923) ließ Scheidungsanträge aber nur zu, wenn dem Partner Vergewaltigung, Analverkehr, Inzest, Sodomie, Verlassen, Vielehe oder sexuelle Untreue nachgewiesen werden konnte.
Der Autor Lawrence war der Sohn eines Bergmanns und einer ehemaligen Lehrerin. Die Mutter stammte aus einer bürgerlichen Familie und hatte einen entscheidenden Einfluss auf die Erziehung ihrer Kinder.

## Personen

### Connie
Lady Chatterley, geb. Constance (Connie) Reid, stammt aus einem bildungsbürgerlichen und sozial progressiven Elternhaus und hat in ihren Jugendjahren große Freiheit und die Freuden intellektueller Konversation genossen. Die Heirat mit Clifford Chatterley – vier Jahre vor Einsetzen der Handlung – ergab Sinn, weil er wie sie der Intelligenzija angehört. Nach seiner schweren Kriegsverletzung, dem Erbe des Familientitels und der Einrichtung eines Haushaltes in Wragby reift Connie jedoch und entfernt sich dabei von ihrem Mann. Seine Intellektualität erscheint ihr zunehmend substanzlos, um Unwichtiges kreisend und nur aus der Eitelkeit und der Sucht nach gesellschaftlichem Erfolg (der „bitch goddess“) geboren. Connie ist 27 Jahre alt und sehnt sich nach persönlicher Erfüllung, die für sie gewiss nicht darin liegt, mit ihrem Mann über dessen literarische Arbeit zu diskutieren oder stumm den Debatten zu lauschen, die er mit seinen „Cronies“ führt. Als sie Mellors begegnet und erkennt, dass es vor allem die natürliche, die sinnliche Erfahrung ist, die sie in ihrem Leben so vermisst, scheut sie nichts – auch kleine Intrigen nicht –, um mit Mellors zusammen sein zu können. Als Liebende ist sie freilich eine Anfängerin und muss erst lernen, dass das Reden über Liebe der Liebe durchaus im Wege stehen kann.

### Clifford
Sir Clifford Chatterley ist ein Baronet. Vor der Heirat hatte er in Cambridge studiert und war in Bonn, um als Ingenieur den Steinkohlenbergbau zu studieren. Zu Connie fühlte er sich hingezogen, weil er bei allem Hohn, mit dem er seine Umgebung überschüttet, innerlich zutiefst unsicher war, sie dagegen immer eine natürliche Selbstsicherheit besessen hatte. Im Laufe der Romanhandlung verschieben seine Interessen sich weg von der Gier nach schriftstellerischem Ruhm hin zum Wunsch, mehr dem zu entsprechen, was von ihm als Angehörigem der Gentry erwartet wird: nämlich ein sozialer Führer zu sein; er beschäftigt sich dann erneut mit Bergbau. Connie hält ihn nach wie vor emotional zusammen, und später übernimmt Mrs. Bolton – noch effizienter – dieselbe Funktion. Connie beginnt ihn zu hassen; seine mit der Querschnittlähmung verbundene Impotenz ist nur der symbolische Ausdruck seiner persönlichen Schwäche:

“She was not even free, for Clifford must have her there. He seemed to have a nervous terror that she should leave him. The curious pulpy part of him, the emotional and humanly-individual part, depended on her with terror, like a child, almost like an idiot. She must be there, there at Wragby, a Lady Chatterley, his wife. Otherwise he would be lost like an idiot on a moor.”

Clifford ist jemand, der mit Worten manipuliert, Freude an niedrigstem Klatsch hat, aber keine Leidenschaft kennt und innerlich leer ist. Zu den Vorbildern, die für die Figur in Frage kommen und die im Roman auch namentlich genannt werden, zählt Marcel Proust, der in seinem Hauptwerk Auf der Suche nach der verlorenen Zeit ebenso wie Clifford auf die trivialen Schwächen der Menschen geschaut und „aus niedrigem Material sein Gold gemacht hat“.
Er kann Connie auch allein darum schon nicht gehen lassen, weil sein Adelstitel erblich ist und selbst ein außer der Ehe gezeugtes Kind sicherstellen würde, dass der Name Chatterley fortbesteht.

### Mellors
Oliver Mellors ist Sohn eines Schmiedes, hatte aber eine gute Schulbildung und war im Krieg darum Offizier. Er ist die zwiespältigste Figur dieses Romans, ein sehr zärtlicher Mann, der aber Züge eines Byronic Hero trägt, eines verbitterten, zynischen Mannes also, der sich aus Enttäuschung über seine Mitmenschen von diesen zurückgezogen hat. Der offensichtlichste Anlass für seine Verbitterung war die gescheiterte Ehe mit Bertha Coutts, aus der auch ein Kind hervorgegangen ist. Seit seiner Militärentlassung arbeitet Mellors als Wildhüter für Clifford Chatterley und lebt zurückgezogen im Wald. Die Affäre mit Connie – er ist 12 Jahre älter als sie – erfüllt ihn mit widersprüchlichen Empfindungen; die Geliebte macht ihm Freude, aber er fürchtet auch den Schmerz und die Unannehmlichkeiten, die auf ein Öffentlichwerden des Verhältnisses unausweichlich folgen werden. Besonders schwierig ist für ihn die Aussicht, noch einmal Vater zu werden; während Connie ihre Schwangerschaft als Frucht der Liebe empfindet und rückhaltlos begrüßt, erwartet er davon zunächst nur Schmerz und weitere Komplikationen.

### Mrs. Bolton
Ivy Bolton ist eine attraktive Frau mittleren Alters, die jung Witwe geworden ist (ihr Mann wurde als Bergmann bei einem Grubenunglück verschüttet) und sich und ihre Töchter anschließend als Krankenschwester durchbringen musste. Connie und ihre Schwester Hilda engagieren sie, damit Connie von der Krankenpflege ihres Mannes entlastet wird. Die Beziehung, die zwischen ihr und Clifford entsteht, ist intensiv und komplex. Mrs. Bolton hat gegenüber den Herrschaften, die ihr nach dem Grubenunglück eine angemessene Witwenrente vorenthalten haben, ein tiefes Ressentiment. Je intimer sie Clifford in seiner ganzen Erbarmungswürdigkeit, Trivialität und Lächerlichkeit kennenlernt, umso besser versteht sie, dass er kein Mann ist, den eine Frau lieben kann. Als junge Witwe war sie selbst einmal in Mellors verliebt gewesen, und als sie das Verhältnis ihrer Herrin mit dem Wildhüter entdeckt, schützt sie die Liebenden. Gleichzeitig vergöttert sie aber die Gentry, die Clifford repräsentiert, und fühlt sich so geschmeichelt, ihm bis in die persönlichsten Dinge hinein dienstbar sein zu dürfen, dass sie sich selbst sein Mobbing gefallen lässt. Clifford selbst regrediert unter ihrer resoluten Pflege einerseits zum Kind, das sich voller Wonne von ihr abseifen und küssen lässt; andererseits verhilft sie ihm mit ihrer Bewunderung und Dienstbarkeit jedoch zu dem aufgeblasenen Ego, das er braucht, um als Geschäftsmann in der Bergbauindustrie effizient zu werden.

## Entstehung, Fassungen, Veröffentlichung und Rezeption
Der Roman entstand, ebenso wie die Erzählung The Virgin and the Gypsy, in Scandicci, Italien, wo Frieda und D. H. Lawrence seit dem Mai 1926 eine Villa besaßen.

### Erste Fassung
Lawrence begann die Arbeit an dem Roman am 22. Oktober 1926, als er bereits unter einer schweren Lungentuberkulose litt; Ende November schloss er eine erste Fassung ab. Bei dieser Version, die heute als The First Lady Chatterley bekannt ist, stand die soziale und politische Situation der Bergbauregion im Vordergrund; die explizite Beschreibung sexueller Szenen, für die die dritte Version später so berüchtigt wurde, fehlt noch. Der Liebhaber trägt den Namen Oliver Parkin. Die erste Veröffentlichung erfolgte am 10. April 1944 in den USA bei Dial Press. Am 29. Mai erklärte ein amerikanisches Gericht das Buch für obszön; in zweiter Instanz wurde dieses Urteil am 1. November 1944 wieder aufgehoben. In Großbritannien erschien die 1. Fassung erstmals im August 1972.

### Zweite Fassung
Anfang Dezember 1926 begann Lawrence eine zweite Fassung. Auch in dieser wird die Beziehung zwischen Constance Chatterley und Oliver Parkin milde dargestellt. Bekannt geworden ist sie später unter dem Titel John Thomas and Lady Jane; als Alternativtitel hatte Lawrence auch Tenderness („Zärtlichkeit“) vorgeschlagen. Er schloss die Arbeit an dieser Fassung am 25. Februar 1927 ab; zwei Tage darauf entschied er, sie zunächst nicht zu veröffentlichen. Erstmals publiziert wurde sie 1954 in einer italienischen Übersetzung. In Großbritannien und in den USA erfolgte die Erstveröffentlichung im August 1972.

### Dritte Fassung
Vom 16. November 1927 bis zum 8. Januar 1928 schrieb Lawrence eine dritte Version; vom 20. Januar bis 5. März korrigierte er das Manuskript und reinigte es von den anstößigsten Stellen, behielt daneben jedoch auch eine unzensierte Version zurück. Da die britischen und amerikanischen Verleger, denen er das Buch anbot, zunächst allesamt ablehnten, veröffentlichte er das unzensierte Manuskript der 3. Fassung im Juli 1928 als Privatdruck bei dem in Florenz ansässigen Buchhändler Giuseppe Orioli. Diese erste, in einer Auflage von 1000 Exemplaren gedruckte Auflage war durchnummeriert und vom Autor signiert.
Kurze Zeit nach der unzensierten Ausgabe des Romans in Florenz gelang es Lawrence, auch in Frankreich eine ungekürzte Fassung in Druck zu geben. Die gedruckten Exemplare wurden auf dem Postweg nach England und in die Vereinigten Staaten verschickt. Obwohl eine große Anzahl der versandten Exemplare vom Zoll beschlagnahmt und vernichtet wurde, gelangte eine ausreichende Zahl von Exemplaren in die Hände englischer Leser, so dass eine erste Diskussion über das Werk ausgelöst wurde, die allerdings auf kleine literarische Zirkel beschränkt blieb.
Lawrence starb am 2. März 1930 während eines Erholungsaufenthaltes im französischen Vence. Erst danach begann der Roman auch außerhalb Italiens und Frankreichs zu erscheinen.

### Publikation und Rezeption in Großbritannien
In Großbritannien erschien Lady Chatterley’s Lover – in kleiner Auflage und wenig beachtet – erstmals Mitte 1930. Das Londoner Verlegerteam P. R. Stephenson und Charles Lahr war von Lawrence im April 1929 mit der Veröffentlichung beauftragt worden. Der Publikation lag das unzensierte Manuskript der 3. Fassung zugrunde. Die Verleger veröffentlichten zur selben Zeit auch Lawrences Essay A Propos of Lady Chatterley’s Lover, in dem der Autor klarstellte, dass er den Roman nicht als Pornografie geschrieben habe, sondern als Plädoyer für eine Balance zwischen Geist und Körper; Lawrence wandte sich darin insbesondere gegen den Hyper-Intellektualismus und die Leibfeindlichkeit vieler modernistischer Autoren.
Die von Lawrence selbst bereinigte Version der 3. Fassung erschien, nachdem Frieda Lawrence der Veröffentlichung zugestimmt hatte, erstmals im Februar 1932 im Verlag von Martin Secker. In dieser Version fehlten etwa 10 Prozent des ursprünglichen Textes. 1935 erwarb William Heineman die Rechte an der bereinigten 3. Fassung und begann sie in seinem eigenen Verlag zu veröffentlichen.
Die unzensierte 3. Fassung erschien in Großbritannien erst wieder 1960. Ausgangspunkt war eine Initiative des Taschenbuchverlages Penguin Books, der den im Jahr zuvor in Kraft getretenen Obscene Publications Act herausfordern wollte. Penguin ließ elf Exemplare des Buches an eine Bahnhofsbuchhandlung ausliefern und erstattete, um ein Gerichtsverfahren zu erzwingen, gleichzeitig Selbstanzeige. Der Prozess, der vor einem Londoner Geschworenengericht stattfand, begann am 20. Oktober und endete am 2. November 1960 mit einem Freispruch. Das Exemplar, das der Richter Sir Lawrence Byrne in dem Prozess benutzt hatte, erzielte 2018 bei Sotheby’s in London den Auktionsrekord eines Pinguin Paperbacks. Das Taschenbuch ging für 56.250 Pfund (45.000 Pfund zuzüglich Käuferaufgeld, umgerechnet 63.000 Euro) an einen privaten Sammler. Das zerlesene Buch wurde in einem Damasttäschchen aufbewahrt, das die Frau des Richters genäht hatte. Ihr besonders anstößig erscheinende Stellen hatte sie markiert.
Die Startauflage von 200.000 Exemplaren erschien am 10. November 1960 und war noch am selben Tag vollständig vergriffen. Weitere Auflagen wurden sofort nachgedruckt; innerhalb des ersten Jahres konnte Penguin 2 Millionen Exemplare verkaufen.

### Publikation und Rezeption in den Vereinigten Staaten
In den Vereinigten Staaten erschienen erste Raubdrucke des Romans bereits im Jahre 1928. Einige von Orioli in die USA gesandte Exemplare wurden vom amerikanischen Zoll abgefangen und vernichtet. Im September 1932 veröffentlichte Alfred A. Knopf die von Lawrence autorisierte bereinigte Version der 3. Fassung. Bei Signet Books erschien 1946 eine Taschenbuchausgabe.
Die unzensierte Version der 3. Fassung wurde in den USA erstmals am 4. Mai 1959 veröffentlicht. Als die Postbehörde einige per Post versandte Exemplare beschlagnahmte, zog der Verlag, Grove Press, gegen die Behörde vor Gericht und konnte das Buch danach unbehelligt verbreiten.
Bereits 1931 hatte Samuel Roth ein Sequel, Lady Chatterley's Husbands, publiziert.

### Publikation und Rezeption im deutschsprachigen Raum
Die erste deutschsprachige Ausgabe veröffentlichte 1930 der in Wien und Leipzig ansässige Verlag Verlag E.P. Tal & Co. Die Übersetzung hatte Herberth E. Herlitschka besorgt, und um eine Beschlagnahme zu vermeiden, erfolgte die Publikation auf dem Wege der Subskription. Bis 1935 folgten mehrere weitere Auflagen. Erich Kästner besprach diese Ausgabe fast hymnisch.
1960 – im Anschluss an den aufsehenerregenden Londoner Prozess – veröffentlichte der Rowohlt Verlag den Roman in Deutschland als Taschenbuch, ohne jedoch den Namen der Übersetzerin Maria Carlsson und die Mitglieder des ihr nacharbeitenden Teams zu nennen. Ein gutes Jahr zuvor, im September 1959, hatte der Verlag Georg Goyert gebeten, das Manuskript seiner für den Verlag Kurt Desch bereits erstellten Übersetzung nach Hamburg zu schicken. Verleger Heinrich Maria Ledig-Rowohlt lehnte diese Arbeit Anfang Dezember 1959 wegen zu freien Umgangs mit dem Original ab. Die Goyert-Übersetzung blieb also unveröffentlicht, erst 2016 erschien sie als E-Book. Nach Erscheinen der Rowohlt-Übersetzung erstattete der katholische Volkswartbund gegen den Verlag 1961 Anzeige wegen Verbreitung unzüchtiger Schriften, die nach § 184 StGB strafbar war. Die Hamburger Staatsanwaltschaft wies die Strafanzeige ab.

### Weitere Rezeption
Zu weiteren Verboten des Buches kam es in Irland (1932), Polen (1932), Australien (1959), Indien (1959), Japan (1959), Kanada (1960–1962) und in der Volksrepublik China (1987).
Die französische Tageszeitung Le Monde veröffentlichte 1999 eine per Meinungsumfrage ermittelte Liste der „100 Bücher des Jahrhunderts“. Lady Chatterley’s Lover erscheint hier auf Platz 39.
Amartya Sen verwendete das Buch als Beispiel zum Beweis des Paradox des Liberalismus, in dem er einen prüden und einen lüsternen Leser mit dem Recht ausstattet, zu entscheiden, ob er das Buch lesen will oder nicht.
Kritiker haben Lady Chatterley's Lover später mit Benoîte Groults thematisch ähnlichem Roman Les vaisseaux du cœur (1988) verglichen.

## Ausgaben
Für die Ausgaben der ersten Fassung siehe: Die erste Lady Chatterley
englische Originalausgaben
- 2. Fassung
  - John Thomas and Lady Jane. William Heineman, London 1972.
  - John Thomas and Lady Jane. Viking Press, New York 1972.

- 3. Fassung
  - Lady Chatterley’s Lover. Giuseppe Orioli/Tipografia Giuntina, Florenz 1928 (unzensiert).
  - Lady Chatterley’s Lover. Stephenson/Lahr, London 1930 (unzensiert).
  - Lady Chatterley’s Lover. Martin Secker, London 1932 (vom Autor autorisierte zensierte Version).
  - Lady Chatterley’s Lover. Alfred A. Knopf, New York 1932 (vom Autor autorisierte zensierte Version).
  - Lady Chatterley’s Lover. Grove Press, New York 1959 (unzensiert).
  - Lady Chatterley’s Lover. 1. Auflage. Penguin, Harmondsworth 1960 (unzensiert).

Ausgaben in anderen Sprachen (Auswahl)
- Le tre lady Chatterley. Mondadori, Mailand 1954 (italienisch, Sammelausgabe mit allen drei Fassungen; übersetzt von Carlo Izzo).

deutsche Ausgaben
- 2. Fassung
  - John Thomas & Lady Jane. 1. Auflage. Diogenes, 1975, ISBN 3-257-20299-7 (Übersetzung: Susanna Rademacher; Taschenbuch).
  - John Thomas & Lady Jane. 6. Auflage. Diogenes, 2000, ISBN 978-3-257-21030-9 (Übersetzung: Susanna Rademacher; Taschenbuch).
  - Lady Chatterley’s Lover. Diogenes, 2007, ISBN 978-3-257-23650-7 (Taschenbuch).

- 3. Fassung
  - Lady Chatterley und ihr Liebhaber. E. P. Tal & Co., Wien, Leipzig 1930 (Übersetzung: Herberth E. Herlitschka).
  - Lady Chatterley. Rowohlt, Reinbek 1960 (unzensierte 3. Fassung; Übersetzung: Maria Carlsson).
  - Lady Chatterley’s Liebhaber. Artemis & Winkler, 2004, ISBN 978-3-538-06983-1 (gebundene Ausgabe).
  - Lady Chatterley’s Liebhaber. Artemis & Winkler, 2004, ISBN 978-3-538-05436-3 (gebundene Ausgabe).
  - Lady Chatterleys Liebhaber. dtv, 2008, ISBN 978-3-423-13636-5 (Übersetzung: Axel Monte; Taschenbuch).
  - Lady Chatterley. Rowohlt Taschenbuch, 2010, ISBN 978-3-499-11638-4 (Taschenbuch).
  - Lady Chatterley. red.sign media, 2016, ISBN 978-3-944561-52-3 (Übersetzung Georg Goyert; E-Book).

Hörbuch-Ausgaben
- Lady Chatterley. O.Skar, 2006 (Hörbuch/MP3/Download, gekürzte Fassung, 2 Std., 38 Min., eingelesen von Hannes Jaenicke deutsch).
- Lady Chatterley’s Lover. Naxos, 2011, ISBN 1-84379-479-9 (englisch, Hörbuch/11 CDs, vollständige Fassung, 13 Std., 21 Min., eingelesen von Maxine Peake; unzensierte 3. Fassung).

Online-Ausgaben
- Lady Chatterley’s Lover (englischer Originaltext)
- D.H. Lawrence: The First and Second Lady Chatterley Novels. Cambridge University Press, Cambridge 2001, ISBN 0-521-00715-1 (englisch, eingeschränkte Online-Version in der Google-Buchsuche-USA).
- Michael Squires (Hrsg.): The Cambridge Edition of the Works of D. H. Lawrence. Lady Chatterley’s Lover. Cambridge University Press, Cambridge, Großbritannien 2002, ISBN 0-521-00717-8, S. xxviii (englisch, eingeschränkte Online-Version in der Google-Buchsuche-USA).

## Adaptionen

### Verfilmungen
- 1955: Die Liebe der Lady Chatterley (L’amant de Lady Chatterley) – Frankreich, Regie: Marc Allégret, mit Danielle Darrieux, Erno Crisa und Leo Genn.
- 1981: Lady Chatterleys Liebhaber (Lady Chatterley’s Lover) – Großbritannien/Frankreich/BRD, Regie: Just Jaeckin, mit Sylvia Kristel und Nicholas Clay.
- 1993: Lady Chatterley – Großbritannien, 4-teilige Mini-TV-Serie der BBC, Regie: Ken Russell, mit Joely Richardson, Sean Bean und James Wilby.
- 1998: Milenec lady Chatterleyové – Tschechien, Fernsehfilm, Regie: Viktor Polesný, mit Zdena Studenková, Boris Rösner und Marek Vasut.
- 2006: Lady Chatterley – Frankreich, Regie: Pascale Ferran, mit Marina Hands und Jean-Louis Coullo'ch.
- 2015: Lady Chatterleys Liebhaber (Lady Chatterley’s Lover) – Großbritannien, BBC, Regie: Jed Mercurio; mit Holliday Grainger, Richard Madden und James Norton
- 2022: Lady Chatterleys Liebhaber (Lady Chatterley’s Lover) – Großbritannien/USA, Sony/Netflix, Regie: Laure de Clermont-Tonnerre; mit Emma Corrin, Jack O’Connell und Joely Richardson

### Hörspiel
Die BBC produzierte eine Radioadaption und sendete sie im September 2006 erstmals. Eine deutschsprachige Version produzierte der MDR in der Regie von Claudia Johanna Leist im Jahr 2011.

## Film
- Der Prozess der Lady Chatterley. Orgasmus und Klassenkampf in einem englischen Garten. Regie: Mathilde Damoisel, Arte, Frankreich 2019